# Лањи сир Марн
Лањи сир Марн (фр. Lagny-sur-Marnen) град је у Француској у региону Ил де Франс, у департману Сена и Марна.
По подацима из 2010. године број становника у месту је био 20.236.

## Демографија
| 1962.  | 1968.  | 1975.  | 1982.  | 1990.  | 2011.  |
| ------ | ------ | ------ | ------ | ------ | ------ |
| 11 945 | 15 743 | 16 465 | 17 959 | 18 643 | 20.306 |